# Cacsius divus
Cacsius divus là một loài bọ cánh cứng trong họ Cerambycidae.